# Legends
A "Legends" egy amerikai rapper Juice Wrld dala, melyet Lil Peep és XXXTentacion amerikai rapperek emlékére készített. A dalt 2018. június 20-án, a "Too Soon" zenei EP-jén jelent meg, két nappal XXXTentacion halála után.
A dal először 2018-ban 65-ként debütált a Billboard Hot 100-on, aztán Juice Wrld halála után a dal újra bekerült a listába 29-ként, December 20-án a halálát követő héten.
Az Amerikai Hanglemezgyártók Szövetségétől, a "Legends" Platinum minősítést kapott

## Háttere
Lil Peep, aki drog túladagolásban vesztette életét, és XXXTentacion, aki egy rablás áldozata lett, az ő emlékükre készítette.
Miután Juice Wrld 2019. december 8-án, 21 évesen, epilepsziás roham miatt életét vesztette, állítólag a dal dalszövegével megjósolta halálát: "Mi a 27-esek klubja? / Mi nem haladjuk meg a 21.-et."

## Értékesítések
| Ország                | Lemezek  | Eladások  |
| --------------------- | -------- | --------- |
| Ausztrália (ARIA)     | Gold     | 35 000    |
| Kanada (Music Canada) | Gold     | 40 000    |
| USA (RIAA)            | Platinum | 1 000 000 |

## Nézettség YouTube-on
| Sorszám | Név     | Időtartam | Nézettség (2020. júliusa) |
| ------- | ------- | --------- | ------------------------- |
| 1.      | Legends | 3:11      | 63 961 000                |